# Комон (Па де Кале)
Комон (фр. Caumont) насеље је и општина у североисточној Француској у региону Север-Па д Кале, у департману Па де Кале која припада префектури Montreuil.
По подацима из 2011. године у општини је живело 183 становника, а густина насељености је износила 19,39 становника/km². Општина се простире на површини од 9,44 km². Налази се на средњој надморској висини од 44 метара (максималној 130 m, а минималној 25 m).

## Демографија
| 1962. | 1968. | 1975. | 1982. | 1990. | 1999. | 2011. |
| ----- | ----- | ----- | ----- | ----- | ----- | ----- |
| 319   | 328   | 290   | 224   | 200   | 206   | 183   |

График промене броја становника у току последњих година